# 真彩色
真彩色（英語：True Color，麦金塔电脑用户稱为千万色，早期常俗稱全彩）图像是一种用三个或更多字节描述像素的计算机图像存储方式。
一般来说，前三个通道都会各用一个字节表示，如红绿蓝（RGB）或者蓝绿红（BGR）。如果存在第四个字节，则表示该图像采用阿尔法通道。然而，实际系统往往用多于8位元 （即1字节）表达一个通道，如一个48位元的扫描仪。这样的系统都统称为真彩色系统。
每一色光以8位元表示，每个通道各有256（28）种阶调，三色光交互增减，RGB三色光能在一个像素上最高显示1677万種色（256*256*256=16,777,216），这个数值就是电脑所能表示的最高色彩。普遍认为人眼对色彩的分辨能力大致是一千万色，因此由RGB形成的图像均称做真彩色。
尽管阿尔法通道只是一个透明通道，从图像角度来说意义不大，然而这种32位元的图像却在桌面时代大行其道。因为有了阿尔法通道，在屏幕上描绘半透明图像变得简单，在电脑桌面上能更为轻而易举地实现半透明窗口、菜单渐隐和阴影等效果。
虽然阿尔法通道对于显示缓冲来说没有意义，但是在现实系统中仍然使用着32位元真彩色，这是因为在32位的图中对于像素的寻址更加容易。对24位像素寻址需要乘以3，这样比通过移位就可以实现的乘以4的计算量更大。
以上的解释都是站在微软的立场上阐述的，因为其产品视窗系列，即Windows操作系统，均以24位元色为真彩色。实际上，真彩色也可以是一种不借助于色彩搜寻表（Color Look-Up Table，CLUT）的显示模式。因此真彩色也可以以各种色彩深度表示（8位、16位、24位......），只要不涉及色彩搜寻表。